# Korkeasaari (ö i Finland, Norra Savolax, Inre Savolax, lat 62,56, long 27,42)
Korkeasaari är en ö i Finland. Den ligger i sjön Kuvansi och i kommunen Suonenjoki i den ekonomiska regionen  Inre Savolax ekonomiska region  och landskapet Norra Savolax, i den centrala delen av landet, 290 km nordost om huvudstaden Helsingfors. Öns area är 2,3 hektar och dess största längd är 320 meter i nord-sydlig riktning.